# پروژه تریلبلیزر
پروژه ترِیلبلِیزِر (به انگلیسی: Trailblazer Project) برنامه آژانس امنیت ملی ایالات متحده آمریکا برای توسعه توانایی تحلیل داده‌های بدست آمده از شبکه‌های مخابراتی مانند اینترنت بود. هدف این برنامه، ردیابی افراد با استفاده از روش‌های ارتباطی آنها مانند تلفن همراه و ایمیل بود.
در سال ۲۰۰۲ (میلادی) کارکنان آژانس امنیت ملی، جی. کرک ویب، ویلیام بینی، اد لومیس، و کارمند کمیته منتخب دائمی مجلس نمایندگان ایالات متحده آمریکا، دایان روآرک درباره هَدَررَوی، کلاهبرداری، و سوءاستفاده از پروژه تریلبلیزر و این حقیقت که یک پیش‌نمونه عملیاتی موفقیت‌آمیز (تین‌ترد) وجود داشته، به دفتر بازرس ارشد وزارت دفاع ایالات متحده آمریکا شکایت کردند. دفتر بازرس ارشد وزارت دفاع آمریکا این شکایت را پذیرفت و بررسی درباره این برنامه، تا میانه سال ۲۰۰۵ (میلادی) و ارائه گزارش پایانی، ادامه یافت. نتیجه این گزارش، پنهان ماند. زیرا اصل گزارش، طبقه‌بندی‌شده اعلام شد و ٪۹۰ گزارشی که به صورت همگانی منتشر شد حذف شده بود و مردم به ویرایش اصلی، دسترسی نداشتند.
نیروهای مسلح اداره تحقیقات فدرال (اف‌بی‌آی) بعداً به کسانیکه این شکایت را به دفتر بازرس ارشد وزارت دفاع برده بودند حمله کرد. درحالیکه حکومت فدرال ایالات متحده آمریکا تهدید به پیگرد امضاکنندگان گزارش دفتر بازرس ارشد وزارت دفاع کرده بود در نهایت به پیگرد یکی از مدیران اجرایی ارشد آژانس امنیت ملی به نام توماس دریک پرداخت که به پیشرفت بازرسی‌ها از درون سازمان خود کمک کرده و درباره آن گزارش با یک گزارشگر، گفتگو کرده بود. او بعدها بر پایه لایحه جاسوسی (۱۹۱۷) متهم شناخته شد. مدافعان او گفتند که این محکومیت، تلافی کارهای او است. بعدها اتهام‌های علیه او رد شدند و او پذیرفت که بر پایه لایحه کلاهبرداری و سوءاستفاده رایانه‌ای، بزه کرده و اظهار گناه کند. چیزی که جسیلین رداک از سازمان پروژه پاسخگویی حکومت (که به توماس دریک کمک کرده بود) آنرا «نافرمانی مدنی» نامید.

## پیشینه
تریلبلیزر به دنبال برنامه همانندی به نام تین‌ترد آغاز شد. تین‌ترد برنامه کم‌هزینه‌تری بود که بر پایه حفاظت از حریم شخصی شهروندان آمریکایی ساخته شده بود. بعدها تریلبلیزر به برنامه نظارت بر تروریست‌ها و جنجال برنامه نظارت بدون حکم دادگاه آژانس امنیت ملی (۲۰۰۷-۲۰۰۱) پیوند داده شد.
در سال ۲۰۰۲ آژانس امنیت ملی، کنسرسیومی به رهبری شرکت بین‌المللی کاربردهای علمی را برای ساخت یک بستر نمایش فناوری، به ارزش ۲۸۰ میلیون دلار آمریکا برگزید. بوئینگ، شرکت علوم رایانه‌ای (سی‌اس‌سی)، و بوز آلن همیلتون از همکاران این برنامه بودند. معاون اداره‌کننده آژانس امنیت ملی، ویلیام بی. بلک جونیور، سرپرست این پروژه بود. بیکر، کارمند آژانس امنیت ملی بود که از آن سازمان به شرکت بین‌المللی کاربردهای علمی رفته و در سال ۲۰۰۰ (میلادی) با کمک اداره‌کننده آن هنگام آژانس امنیت ملی، مایکل هیدن، دوباره به آژانس امنیت ملی بازگشته بود. همچنین شرکت بین‌المللی کاربردهای علمی، اداره‌کننده پیشین آژانس امنیت ملی، بابی ری اینمن را به عنوان مدیر شرکت، استخدام کرد. این شرکت در تعریف مفهوم فاز «تریلبلیزر» همکاری کرد.
بازرس ارشد آژانس امنیت ملی در گزارش تریلبلیزر نوشت: "درباره افزایش هزینه‌های قرارداد، عدم سازگاری در مدیریت بیانیه کار، و دستمزد بالای کارکنان قراردادی، صحبت‌های نادرستی شده است".
گزارش سال ۲۰۰۴ (میلادی) دفتر بازرس ارشد وزارت دفاع از این برنامه، انتقاد کرد. این گزارش می‌گفت "آژانس امنیت ملی، راه‌حل‌ها برای رفع نیازهای بی‌درنگ امنیت ملی را نادیده گرفته است" و "تریلبلیزر عملکرد ضعیفی داشته و بسیار پرهزینه است". بسیاری از پیمانکاران پروژه، به خاطر ترس از "انتقام رئیس آژانس امنیت ملی"، نگران همکاری با دفتر بازرس ارشد وزارت دفاع بودند. اداره‌کننده آژانس امنیت ملی در چند بیانیه به دفتر بازرس ارشد وزارت دفاع، عدم توافق خود با آن دفتر را اعلام کرد. گزارش دفتر بازرس ارشد وزارت دفاع از بحث و جدل درباره این اختلاف‌ها می‌گوید.
در سال ۲۰۰۵ اداره‌کننده آژانس امنیت ملی، مایکل هیدن در یک نشست پرسش و پاسخ مجلس سنای ایالات متحده آمریکا گفت که پروژه تریلبلیزر چند صد میلیون دلار، بیش از بودجه پیش‌بینی شده، هزینه داشته و سال‌ها از برنامه، عقب است. پس از آنکه برنامه تریلبلیزر، چند میلیارد دلار هزینه برد در سال ۲۰۰۶ (میلادی) باز ایستاد. بعدها چندین منبع ناشناس در آژانس امنیت ملی به نیوزویک گفتند که پروژه تریلبلیزر، "شکستی بی‌ارزش" بود.
در پیامد آن، برنامه نظارتی آشفتگی جای پروژه تریلبلیزر را گرفت.

## افشاگری
بر پایه نوشتار سال ۲۰۱۱ (میلادی) نیویورکر، در نخستین روزهای کار پروژه تریلبلیزر، چندین کارمند آژانس امنیت ملی با کارشناس بودجه آژانس امنیت ملی در کمیته منتخب دائمی مجلس نمایندگان ایالات متحده آمریکا، دایان روآرک دیدار کردند. آنها درباره ناخشنودی خود از تریلبلیزر گفتند. در پاسخ، اداره‌کننده آژانس امنیت ملی، مایکل هیدن، در یادداشتی نوشت: "افراد، در یک نشست با بازرسان مجلس نمایندگان، مستقیماً موضع مخالف، در برابر چیزی گرفتند که ما مشترکاً تصمیم به پیگری آن گرفته بودیم. هر کاری برخلاف تصمیم ما بر تلاش ما برای تغییر آژانس امنیت ملی، تاثیر نامطلوب جدی می‌گذارد و من نمی‌توانم چنین چیزی را بپذیرم."
در سپتامبر ۲۰۰۲ چندین نفر، از اِشکال‌های تریلبلیزر به دفتر بازرس ارشد وزارت دفاع، شکایت کردند. این کَسان، شامل دایان روآرک، دو تحلیل‌گر ارشد پیشین آژانس امنیت ملی، کرک ویب و ویلیام بینی، و تحلیل‌گر ارشد سامانه‌های رایانه‌ای، اد لومیس می‌شدند که همگی، آژانس امنیت ملی را به خاطر نگرانی‌های خود درباره سوءمدیریت آن سازمان و ادعای جاسوسی غیر قانونی از شهروندان آمریکایی، ترک کرده بودند. یکی از منابع اصلی گزارش دفتر بازرس ارشد وزارت دفاع، توماس دریک بود. دریک، مدتی بود که به مدیران بالادست خود درباره مشکلات آژانس امنیت ملی، برتری تین‌ترد بر تریلبلیزر (مانند خوبی تین‌ترد در حفاظت از حریم شخصی) گلایه می‌کرد. توماس دریک، در هنگام بررسی دفتر بازرس ارشد وزارت دفاع، اطلاعات خود را ارائه داد. همچنین دایان روآرک نزد رئیس خود، پورتر گاس در کمیته منتخب دائمی مجلس نمایندگان رفت اما جلوی او گرفته شد. رورک تلاش کرد با قاضی ارشد ایالات متحده آمریکا ویلیام رنکویست درباره مشکل‌ها تماس بگیرد.
رئیس دایان روآرک، مورین باگینسکی، سومین مقام ارشد آژانس امنیت ملی، به خاطر نگرانی نسبی از رفتار خود در رابطه با قانونی بودن تریلبلیزر، کناره‌گیری کرد.
در سال ۲۰۰۳ (میلادی) دفتر بازرس ارشد آژانس امنیت ملی، تریلبلیزر را «یک شکست پرهزینه» نامید که بیش از یک میلیارد دلار، هزینه داشته است.
در سال ۲۰۰۵ دفتر بازرس ارشد وزارت دفاع، گزارش خود از شکایت رورک و دیگران را ارائه کرد. این گزارش، برای همگان، منتشر نشد اما نتیجه‌گیری بسیار منفی درباره تریلبلیزر داشت. جین میر نوشت که این شکایت، باعث شتاب در پایان دادن به تریلبلیزر شد که همان زمان با آن، به دلیل تخصیص بودجه در مجلس نمایندگان ایالات متحده آمریکا به مشکل خورده بود.
در نوامبر ۲۰۰۵ توماس دریک با گزارشگر بالتیمور سان، شیوون گورمن (به انگلیسی: Siobhan Gorman) تماس گرفت. شیوون گورمن، جستارهای زیادی درباره اِشکال‌های آژانس ملی، مانند تریلبلیزر نوشت. این انبوهه نوشتارها برای گورمن، جایزه انجمن روزنامه‌نگاران حرفه‌ای را به همراه آورد.
در سال ۲۰۰۵ جرج دابلیو بوش به اداره تحقیقات فدرال (اف‌بی‌آی) دستور داد هر کسی را که اطلاعاتی را درباره برنامه نظارت الکترونیک آژانس امنیت ملی (برنامه نظارت بر تروریست‌ها) به رسانه‌ها و نیویورک تایمز فاش کرده، پیدا کند. این بازرسی، در نهایت به کسانی که در سال ۲۰۰۲ به دفتر بازرس ارشد وزارت دفاع شکایت کرده بودند رسید. حتی با وجود اینکه آنها هیچ چیزی را برای نیویورک تایمز فاش نکرده بودند. در ژوئیه ۲۰۰۷ نیروهای مسلح اداره تحقیقات فدرال (اف‌بی‌آی) به خانه‌های دایان روآرک، ویلیام بینی، و کرک ویب حمله کردند. بر پایه جین میر، ماموران مسلح اداره تحقیقات فدرال (اف‌بی‌آی) روی سر ویلیام بینی و همسرش، تفنگ گذاشته بودند. کرک ویب گفت که آن رخداد، او را به یاد اتحاد جماهیر شوروی سوسیالیستی انداخته بود. هیچیک از این افراد، هرگز به هیچ بزهی، متهم نشدند. چهار ماه پس از آن، در نوامبر ۲۰۰۷ به خانه توماس دریک حمله شد و رایانه شخصی و مدارک او توقیف شدند.
در سال ۲۰۱۰ (میلادی) وزارت دادگستری ایالات متحده آمریکا در راستای بخشی از برنامه باراک اوباما برای سرکوب افشاگران، توماس دریک را به جلوگیری از اجرای عدالت، ارائه اطلاعات نادرست، و زیر پا گذاشتن لایحه جاسوسی (۱۹۱۷) متهم کرد. حکومت فدرال آمریکا تلاش کرد دایان روآرک را وادار به شهادت برای توطئه کند. چنین درخواستی را هم از توماس دریک کرد تا در دادخواست دادگاهی علیه او تجدید نظر کند. اما هر دو آنها این پیشنهاد را رد کردند.
در ژوئن ۲۰۱۱ توماس دریک از ۱۰ اتهام اصلی، تبرئه شد. در عوض، او پذیرفت که بر پایه لایحه کلاهبرداری و سوءاستفاده رایانه‌ای، بزه کرده و اظهار گناه کند.